# 聖地亞哥阿蒂特蘭

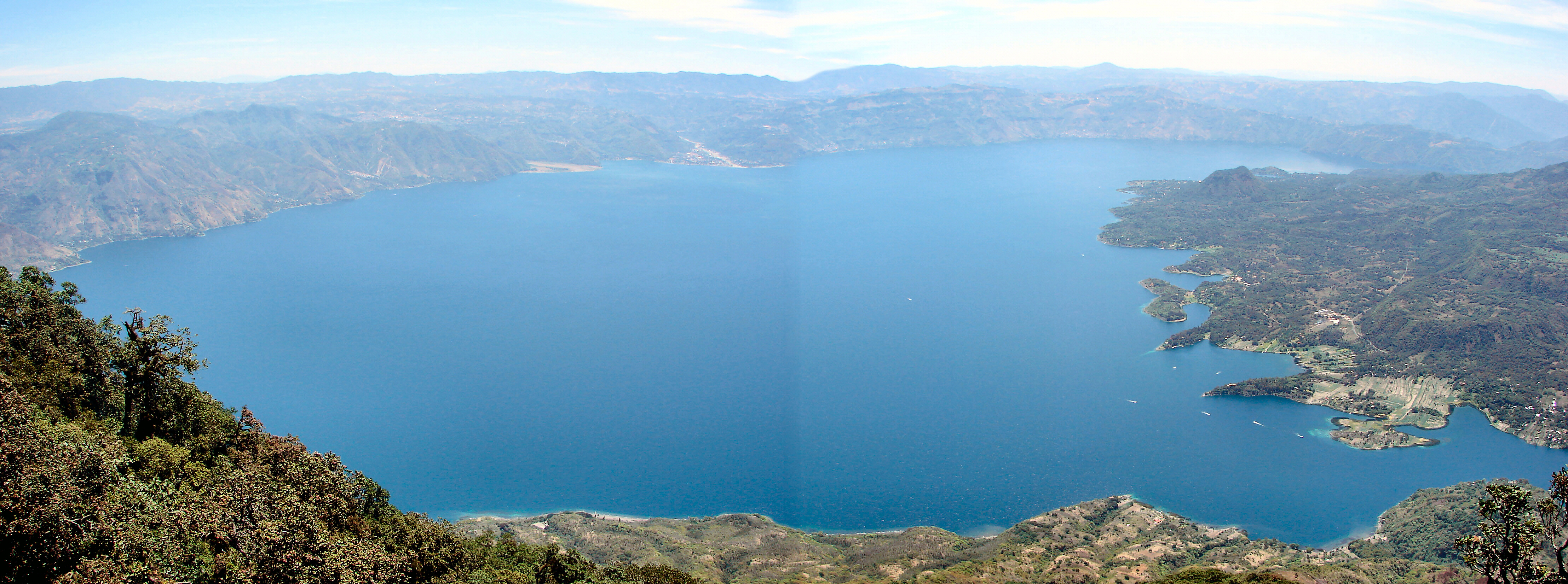

14°38′N 91°14′W / 14.633°N 91.233°W
聖地亞哥阿蒂特蘭（西班牙語：Santiago Atitlán），是危地馬拉的城鎮，位於該國西南部，由索洛拉省負責管轄，面積136平方公里，海拔高度1,605米，2002年人口32,254，人口密度每平方公里237.16人。